# Mateusz Młodzianowski
Mateusz Młodzianowski, właśc. Mateusz Jordan-Młodzianowski (ur. 24 listopada 1980 w Poznaniu) – polski aktor teatralny i filmowy.

## Edukacja
W 2003 ukończył studia na wydziale aktorskim PWSFTviT w Łodzi.

## Filmografia
- 1996: Podwójne zło – "Roberto" (bezwzględny i wyrachowany gangster)
- 2000: Zatrudniamy clowna
- 2000: Skóra
- 2003: Oskarżyciel publiczny – Sanson
- 2003–2017: Na Wspólnej – Bartosz Jezierski
- 2004: Łódź płynie dalej – ochroniarz
- 2004: Kryminalni – ochroniarz w klubie (odc. 3)
- 2004–2017: Pierwsza miłość – Sebastian Rylski
- 2005–2006: Warto kochać – piekarz Adam Wójcik, brat Andrzeja i Alka
- 2006: Ale się kręci – Leszek Zagórski, narzeczony charakteryzatorki Kasi (odc. 2, 4)
- 2007: Fala zbrodni – Kosta (odc. 83)
- 2007: Fala zbrodni – "Lufa" (odc. 100)
- 2008: Pitbull – Zbyszek Witczak (odc. 31)
- 2008: Kryminalni – Paker (odc. 97)
- 2008: Fala zbrodni – "Lufa" (odc. 101, 103)
- 2008–2009: BrzydUla – ochroniarz
- 2009: Złotopolscy – Sławek Śliwiński, kolega Zosi Złotopolskiej (odc. 1082, 1083, 1086, 1088)
- 2009: Rajskie klimaty – Adam Wójcik (brat Andrzeja i Alka
- 2009: Naznaczony – pracownik restauracji (odc. 12)
- 2010: Złotopolscy – Sławek Śliwiński, kolega Zosi Złotopolskiej (odc. 1104, 1105, 1107, 1114, 1115, 1116, 1120, 1121)
- 2010: Ciacho – Darek, mąż Anetki
- 2010: Pierwsza miłość – Sebastian Rylski, artysta malarz, współpracownik fundacji "Młodzi i kreatywni" wspierającej młode talenty
- 2011: Śluby rycerskie czyli epilog Grunwaldu – rycerz Zawisza Czarny
- 2011: Na dobre i na złe – Mateusz, sąsiad Lidii (odc. 437)
- 2012: Anna German – Herman Berner, drugi mąż Irmy Martens
- 2013: Czas honoru – "Krótki", dowódca oddziału NSZ (odc. 67)
- 2014: Kochanie, chyba cię zabiłem – właściciel wypożyczalni
- 2014: Dżej Dżej – Jacek Świtoniak, nowy operator śluzy
- 2015: Skazane – Stan, gangster, "człowiek" Adama Millera (odc. 8, 9, 11, 12)
- 2015: Ojciec Mateusz – "Kulawy" (odc. 183)
- 2015: Na dobre i na złe – Damian (odc. 599)
- 2015: Disco Polo – strażak Marian
- 2015: Blondynka – strażnik graniczny (odc. 50)
- 2016: Ojciec Mateusz – zabójca (odc. 207)
- 2017: Wataha – człowiek Cinka (odc. 10)
- 2017: Sztuka kochania. Historia Michaliny Wisłockiej – sportowiec, kochanek Wisłockiej
- 2017: Belle epoque – Adolf Malinowski (odc. 6)
- 2017: Sprawiedliwi – Wydział Kryminalny – Jurek, chłopak podkomisarz Pauliny Wach
- 2018: Ślad – Gracjan Siemański (odc. 11)
- 2018: Ojciec Mateusz –  Filip Kowal (odc. 258)
- 2018: Komisarz Alex – Producent muzyczny "Piorun" (odc. 140)